# Aardla järv
Aardla järv är en sjö i Estland.   Den ligger i landskapet Tartumaa, i den sydöstra delen av landet, 170 km sydost om huvudstaden Tallinn. Aardla järv ligger 32 meter över havet. Arean är 0,3 kvadratkilometer. Omgivningarna runt Aardla järv är en mosaik av jordbruksmark och naturlig växtlighet. Den sträcker sig 3,9 kilometer i nord-sydlig riktning, och 2,2 kilometer i öst-västlig riktning.
Följande samhällen ligger vid Aardla järv:
- Ülenurme (1 047 invånare)
- Aardla (138 invånare)